# Senebecai
Senebecai (em egípcio: Seneb Kay) foi um faraó do antigo Egito, pertencente a XVI dinastia (dinastia da região de Abidos) e o seu reinado, que foi de quatro anos e meio, data de aproximadamente 1.650 anos antes de Cristo.
Sua tumba foi descoberta por um grupo de arqueólogos do Egito e dos Estados Unidos (equipe da Universidade da Pensilvânia) no final do ano de 2013 e seus restos podem indicar que Senebecai foi um dos primeiros faraós a governar a região nesta dinastia.